# Karin Krügerová
Karin Krüger (* 8. srpna 1958 Karlsruhe, Německo) je bývalá reprezentantka Německa v judu.

## Sportovní kariéra
Judu se věnovala od 16 let v Hamburku. Později se připravovala pod vedeni Evy Hillesheimové v Pirmasens. Patřila se svými 180cm mezi nejvyšší judistky ve střední váze. V 80. letech jí však začala vážně konkurovat Alexandra Schreiberová a výčet jejich účastí na velkých akcí se snížil. Od roku 1989 tak zkusila štěstí v polotěžké váze. Vydržela až do olympijského roku 1992, ale nominaci o účast na olympijských hrách v Barceloně prohrála s Reginou Schüttenhelmovou.

## Výsledky
| Turnaj             | 1978         | 1979         | 1980         | 1981         | 1982         | 1983         | 1984         | 1985         | 1986         | 1987         | 1988         | 1989           | 1990           | 1991           | 1992           |
| Turnaj             | 20           | 21           | 22           | 23           | 24           | 25           | 26           | 27           | 28           | 29           | 30           | 31             | 32             | 33             | 34             |
| Turnaj             | střední váha | střední váha | střední váha | střední váha | střední váha | střední váha | střední váha | střední váha | střední váha | střední váha | střední váha | polotěžká váha | polotěžká váha | polotěžká váha | polotěžká váha |
| ------------------ | ------------ | ------------ | ------------ | ------------ | ------------ | ------------ | ------------ | ------------ | ------------ | ------------ | ------------ | -------------- | -------------- | -------------- | -------------- |
| Mistrovství světa  |              |              | 7.           |              | 2.           |              | —            |              | —            | —            |              | úč.            |                | 7.             |                |
| Mistrovství Evropy | 1.           | 3.           | ?            | —            | 3.           | —            | ?            | úč.          | —            | 2.           | —            | —              | 1.             | —              | 3.             |